# Kynismus

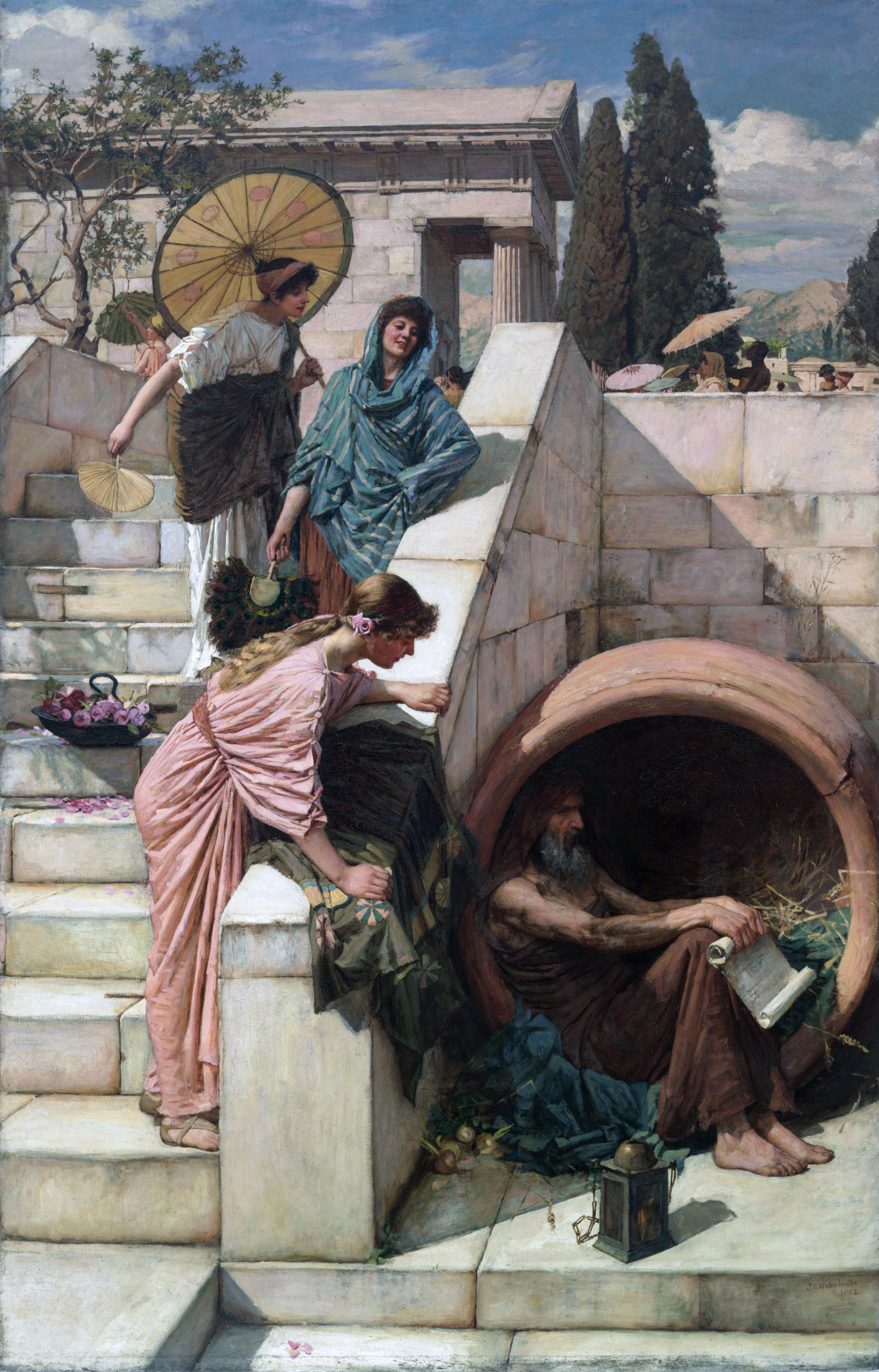
Díogenés Johna Williama Waterhouse

Kynismus (novým pravopisem kynizmus; z řec. kyón – pes) byla v antickém Řecku filosofická škola, kterou ve 4. století př. n. l. založil Antisthenés (žák Sókratův), a která trvala takřka 1000 let. Přívrženci směru (kynikové) opovrhovali konvencemi běžného života i vymoženostmi civilizace, upřednostňovali skromnost a jednoduchost, snažili se vystačit si s minimem věcí.
Dnešní výrazy cynik a cynismus jsou od kynismu odvozeny, ale jejich význam je poněkud jiný.

## Charakteristika
| „ | Na světě je tolik věcí, které nepotřebuji! | “ |
| — Tento výrok vyřkl Sókratés na tržišti, kde byl pestrý výběr zboží. Lze ho považovat za hlavní motto Kynismu. |                                            |   |

Kynikové vycházeli ze Sókratova požadavku skromnosti a střídmosti. Zdůrazňovali, že skutečné štěstí nespočívá ve vnějších věcech jako je materiální luxus nebo politická moc, nezávisí na náhodných a pomíjivých věcech. A protože na nich nezávisí, mohou ho dosáhnout všichni. A také, když je člověk jednou dosáhne, nelze je ztratit. Kynikové se snažili co nejvíce eliminovat nadbytečné materiální potřeby a kulturu ve jménu návratu k přírodě.

## Hlavní představitelé
Zakladatel kynického učení Antisthenés byl synem otrokyně. Jako neplnoprávný občan se cítil být vyřazen ze společnosti, a proto se jeho filozofie zaměřuje proti otrokářskému systému a celkové politické struktuře Řecka. Za jediný správně řízený stát považuje vesmír a všechny ostatní státy odmítá. K tomuto jedinému státu náleží pouze jediný bůh, který však do něj nijak nezasahuje. Antisthenés ovšem neusiluje o svržení politického systému převratem, ale nabádá k osobní sebevýstavbě každého jednotlivého člověka. Za hlavní ctnosti považuje střídmost, soběstačnost a izolaci od společnosti, všechno kromě dosažení ctnosti jsou věci lhostejné. Prohlašuje, že neexistuje nějaké obecné dobro a zlo, ale pouze skutky, které pomáhají či brání dosáhnout ctnosti.
Nejznámějším představitelem kynických ctností byl Antisthenův žák Díogenés ze Sinópé (asi 412 – 323 př. n. l.), jehož rodina byla za penězokazectví vyhoštěna ze Sinópé a jenž se pak v Athénách připojil ke kynické škole. Dovedl do důsledků kynické myšlenky a rozhodl se žít podle nich. Opovrhoval vším majetkem, vlastnil pouze misku z vydlabané dýně, ale i tu zahanbeně zahodil, když viděl, že pes se dokáže napít i bez ní. Od Antisthena se odlišuje tím, že se vůbec nesnaží vytvořit nějaký filozofický systém, ani neshání žádné žáky či popularitu, zabývá se kritikou společnosti a etikou. Všechny filozofické systémy se snažil vyvracet a negovat. Zemřel ve vysokém věku v Korintu.
Dalšími pokračovateli kynické filozofie byli Diogenův žák a nerozlučný společník Kratés z Théb se svou ženou Hipparchií a jejím bratrem Métroklem.
Ve 3. století př. n. l. kynickou filozofii dále rozvíjeli Bión z Borysthenu a Menippos z Gadar, kteří přejali též některé myšlenky od hedoniků (jimiž ovšem Diogenés pohrdal) a naproti potírání slastí a krás života spíše usilují o přizpůsobení se všem životním situacím. V následujících stoletích kynická škola dále pokračuje, ale postupně ztrácí na významu.
Kynická filozofie ovlivnila především stoicismus, částečný vliv zřejmě měla i na poustevnictví a střídmý klášterní život. Významná je také kynická energická rétorika a pohotová argumentace, jejíž styl je možné pozorovat u Cicerona a zprostředkovaně také u křesťanských myslitelů jako např. Tertuliána nebo Řehoře z Nyssy.